# Grad Poljane
Grad Poljane (nemško Pöllant ali Pölland) je nekoč stal na robu naselja Predgrad v Poljanski dolini ob Kolpi. Grad zgrajen v 13. stoletju so porušili Turki v 16. stoletju. Njegovi sledovi so še opazni na grebenu pod sedanjo cerkvijo Sv. Sebastijana.

## Zgodovina
Grad Poljane so po vsej verjetnosti po letu 1250 pozidali oglejski patriarhi. Posest Poljane so imeli v prvi polovici 13. stoletja v fevdu svobodni gospodje Turjaški. Po smrti poslednjega iz tega rodu Konrada Turjaškega, je leta 1248 oglejski patriarh Bertold gospostvo podelil v fevd grofu Hermanu Ortenburškemu in tudi patronat nad farno cerkvijo v Poljanah. V listinah se grad prvič omenja leta 1325 kot »castrum Poelan« skupaj s takratnim kastelanom Markvartom Poljanskim (Marchwart vom Polan). Podelitev gradu in poljanskega gospostva v fevd Ortenburškim grofom je leta 1336 potrdil oglejski patriarh Bertrand  in sicer svojemu vazalu grofu Otonu Ortenburškemu, njegovim nečakom in dedičem poleg gradov Ortnek in Kostel tudi Poljane.. Leta 1418 so Celjski grofje poleg druge ortenburške posesti podedovali tudi ta grad, ki so ga upravljali njihovi oskrbniki ali kastelani. Po izumrtju Celjskih je grad in gospostvo postalo deželnoknežja last.
Po ljudskem izročilu naj bi grad Poljane porušili Turki, kar bi lahko bilo v času med 1460 in 1530, a je bil kmalu obnovljen. V času Turških vpadov je bil ob vznožju gradu prizidan velik tabor v katerem je po Valvasorjevem pričanju stalo 40 hiš in so bile v mirnem času neposeljene. V 16.stol se je v taboru razvil novi trg. Naziv za hiše v pobočju cerkve je še danes ohranjen kot Tržič. Sredi 16. stoletja so grad dobili v najem gospodje Schnitzenbaumi, leta 1618 pa je poljansko gospoščino kupil baron Janez Jakob Khiessl in posest priključil Kočevsko ribniškemu gospostvu. 
Leta 1641 gospostvo kupijo Auerspergi, ki ostanejo lastniki do konca druge svetovne vojne. 
Vislice so bile postavljene na steljniku pri Deskovi vasi. Tam je bil v 19.stol. obešen roparski vodja Roša. Za manjše prekrške si bil priklenjen na 2m velik kamnit steber. Leta 1805 je grajski birič na steber priklenil po krivem obsojeno 20 letno Marijo Majetič. Bila je obtožena kraje jagnjeta. Za kazen so ji okoli vratu obesili čreva zaklanega jagnjeta. Kovačič jo je obtožil, ker je odklonila njegovo snubitev. Kasneje se je zvedela resnica in se je iskazala njena nedolžnost. Grad Poljane je dal Francoski general Souchy 16. oktobra 1809 zažgati zaradi upiranja pobiranju davkov. Iz ruševin gradu so Turjaški sezidali nov istoimenski dvorec Poljane. Graščino so med drugo svetovno vojno požgali partizani (v noči z 19. na 20. maj 1943). Turjaško graščino so po koncu druge svetovne vojne obnovili. Danes je v njej Krajevni urad Predgrad, sedež Krajevne skupnosti Poljanska dolina in zdravstvena postaja.